# Melissa Ordway
Melissa Pam Ordway-Gaston (Atlanta, Georgia, 31 de marzo de 1983) es una actriz y modelo estadounidense, más conocida por haber interpretado a Chloe Carter en la serie Hollywood Heights y a Abby Newman en la serie The Young and the Restless.

## Biografía
Es hija de Christine Ordway y John Ordway.
El 22 de septiembre de 2012, se casó con el modelo Justin Gaston, con quien tiene una hija, Olivia Christine Gaston (30 de abril de 2016).

## Carrera
Ha aparecido en comerciales para "Geico Caveman", "Axe Hair", "Pontiac Vibe", "Carls Jr." y "Payless". Interpretó al interés romántico de Jesse McCartney en su video musical "It's Over".
En 2008 se unió al elenco recurrente de la serie Privileged, donde interpretó a Jordanna hasta 2009. En 2009 apareció en la película 17 Again, donde interpretó a Lauren.
En 2010 apareció como invitada en CSI: New York, donde dio vida a Jenny Harper. Ese mismo año interpretó a la socialité Morgan McKellan en la serie Melrose Place. También dio vida a Diane Yates de joven durante la década de 1980 en la serie Cold Case. En 2012 se unió al elenco principal de la serie Hollywood Heights, donde interpretó a Chloe Carter. En 2013 apareció como invitada en varios episodios de la quinta temporada de la serie 90210, donde dio vida a Sydney Price. También obtuvo un papel secundario en la película Odd Thomas, donde interpretó a Lysette Spinelli. Interpretó a una reportera de Los Ángeles en la película The Incredible Burt Wonderstone. El 16 de abril del mismo año, se unió al elenco principal de la telenovela The Young and the Restless, donde interpreta a Abigail "Abby" Newman hasta ahora.

## Filmografía

### Series de televisión
| Año             | Título                     | Personaje                       | Notas                               |
| --------------- | -------------------------- | ------------------------------- | ----------------------------------- |
| 2013 - presente | The Young and the Restless | Abigail "Abby" Newman           | 213 episodios                       |
| 2013            | Just Face It               | Mandy                           | miniserie                           |
| 2013            | 90210                      | Sydney Price                    | 6 episodios                         |
| 2012            | The League                 | Sutton                          | episodio "The Hoodie"               |
| 2012            | Hollywood Heights          | Chloe Carter / Cynthia Kowalski | 80 episodios                        |
| 2011            | The Chicago Code           | Taylor                          | episodio "The Gold Coin Kid"        |
| 2010            | CSI: New York              | Jenny Harper                    | episodio "Out of the Sky"           |
| 2010            | Melrose Place              | Morgan McKellan                 | 3 episodios                         |
| 2010            | Cold Case                  | Diane Yates                     | 2 episodios                         |
| 2008 - 2009     | Privileged                 | Jordanna                        | 8 episodios                         |
| 2007            | How I Met Your Mother      | Mujer                           | episodio "Third Wheel"              |
| 2007            | Entourage                  | Morgan                          | episodio "The Young and the Stoned" |

### Películas
| Año  | Título                          | Personaje        | Notas |
| ---- | ------------------------------- | ---------------- | --- |
| 2014 | The Outsider                    | Samantha         | junto a Craig Fairbrass, James Caan, Jason Patric, Shannon Elizabeth, Johnny Messner y Tim Fields                    |
| 2013 | Odd Thomas                      | Lysette Spinelli | junto a Anton Yelchin, Addison Timlin, Willem Dafoe, Gugu Mbatha-Raw, Nico Tortorella y Patton Oswald                |
| 2013 | The Incredible Burt Wonderstone | Reportera        | junto a Steve Carell, Jim Carrey, Steve Buscemi, Olivia Wilde, Alan Arkin, James Gandolfini, Brad Garrett y Jay Mohr |
| 2012 | Ted                             | Michelle         | junto a Mark Wahlberg, Mila Kunis, Seth MacFarlane, Giovanni Ribisi, Jessica Barth, Joel McHale y Ryan Reynolds      |
| 2010 | The Last Song                   | Ashley           | junto a Miley Cyrus, Greg Kinnear, Bobby Coleman, Liam Hemsworth, Hallock Beals y Kelly Preston                      |
| 2009 | 17 Again                        | Lauren           | junto a Zac Efron, Matthew Perry, Leslie Mann, Thomas Lennon, Sterling Knight y Michelle Trachtenberg                |

### Videojuegos
| Año  | Título                        | Personaje                       | Notas                           |
| ---- | ----------------------------- | ------------------------------- | ------------------------------- |
| 2004 | Grand Theft Auto: San Andreas | Persona que Llama a la Estación | prestó su voz para el personaje |